# Podvolovljek
Podvolovljek – wieś w Słowenii, w gminie Luče. W 2018 roku liczyła 227 mieszkańców.